# Гюнебакан, Курбан
Курбан Гюнебакан (тур. Kurban Günebakan; род. 13 сентября 1978, Карс) — турецкий боксёр, представитель тяжёлой весовой категории. Выступал за сборную Турции по боксу в период 1999—2008 годов, бронзовый призёр чемпионата Европы, обладатель бронзовой медали чемпионата Европейского Союза, победитель и призёр многих турниров международного значения.

## Биография
Курбан Гюнебакан родился 13 сентября 1978 года в городе Карс, Турция. Проходил подготовку в спортивном клубе Bursa Emniyet при полицейском департаменте в Бурсе.

### Любительская карьера
Дебютировал на международной арене в сезоне 1999 года, когда вошёл в состав турецкой национальной сборной и выступил на Всемирных военных играх в Загребе.
В 2000 году в зачёте тяжёлой весовой категории стал серебряным призёром домашнего международного турнира «Ахмет Джёмерт» в Стамбуле, уступив в финале узбеку Рустаму Саидову, и побывал на чемпионате Европы в Тампере, где уже на предварительном этапе был остановлен итальянцем Паоло Видоцем.
В 2002 году выиграл серебряную медаль на Кубке Анвара Чоудри в Баку, получил бронзу на «Ахмет Джёмерт», выступил на Кубке мира в Астане и на европейском первенстве в Перми, где в 1/8 финала был побеждён россиянином Александром Поветкиным.
На чемпионате Турции 2004 года Гюнебакан победил всех своих соперников в тяжёлом весе и завоевал тем самым золотую медаль. Принял участие в чемпионате Европы в Пуле, проиграв в 1/8 финала британцу Дэвиду Прайсу.
В 2005 году получил бронзовые награды на международном турнире «Золотой пояс» в Бухаресте и на чемпионате Европейского Союза в Кальяри. Был лучшим на «Ахмет Джёмерт». Участвовал в Средиземноморских играх в Альмерии.
На европейском первенстве 2006 года в Пловдиве выиграл бронзовую медаль, уступив в полуфинале тяжёлого веса финну Роберту Хелениусу.
В 2007 году выступил на чемпионате Евросоюза в Дублине и на чемпионате мира в Чикаго, где был остановлен американцем Майклом Хантером.
Пытался пройти отбор на летние Олимпийские игры 2008 года в Пекине, но не смог этого сделать, провалил обе европейские олимпийские квалификации, проиграв Марко Томасовичу и Роберту Хелениусу.

### Профессиональная карьера
Не сумев отобраться на Олимпиаду в Пекине,  Курбан Гюнебакан покинул расположение турецкой сборной и решил попробовать себя на профессиональном уровне. В июле 2009 года провёл один бой, выиграв по очкам у малоизвестного украинца Александра Милейко (7-9).